# Карл Людвіг Шорлемер
Карл Людвіг Шорлемер (нім. Carl Ludwig Schorlemmer, *30 вересня 1834, Дармштадт — †27 червня, 1892, Манчестер) — німецький хімік-органік.

## Біографія
Карл Людвіг Шорлемер народився в Дармштадті. Навчався в Гейдельберзькому (1853—1857) і Гіссенському (1858—1860) університетах. З 1861 працював у Оуенс-коледжі в Манчестері (з 1884 р. професор).

## Наукова діяльність
Основні дослідження пов'язані з вирішенням спільних проблем органічної хімії і синтезом найпростіших вуглеводнів. У 1862—1863 рр., вивчаючи продукти перегонки нафти і кам'яного вугілля, знайшов, що насичені вуглеводні слід розглядати як основу, з якої утворюються всі інші класи органічних сполук. Встановив (1864 р.) тотожність водневого етилу і диметилу, показавши, що отримані Е. Франкландом «вільні спиртові радикали» в дійсності є молекулами етану. Довів (1868 р.), що всі чотири валентності вуглецю однакові. Досліджував природу суберону (1874—1879) і реакції перетворення розолової кислоти — аурину в розанілин і трифеніл-n-розанілину (1879). Займався систематизацією органічних сполук на основі вивчення їх структурних формул і властивостей. Автор (разом з Г. Е. Роско) «Трактату про хімію» (1877 р.), який витримав кілька видань. Вивчав історію хімії, опублікував роботу «Виникнення і розвиток органічної хімії» (1889).
Член Лондонського королівського товариства (з 1871 р.)